# Coryne ferox
Coryne ferox är en nässeldjursart som beskrevs av Wright 1867. Coryne ferox ingår i släktet Coryne och familjen Corynidae. Inga underarter finns listade i Catalogue of Life.